# Hiroshi Jofuku
Hiroshi Jofuku (ur. 21 marca 1961) – japoński piłkarz występujący na pozycji pomocnika.

## Kariera piłkarska
Od 1983 do 1989 roku występował w Fujitsu.

## Kariera trenerska
Po zakończeniu piłkarskiej kariery pracował jako trener w Fujitsu, Reprezentacja Japonii U-17 w piłce nożnej mężczyzn, F.C. Tokyo i Ventforet Kōfu.